# Crystallize (Kylie Minogue)
Crystallize è un singolo della cantautrice australiana Kylie Minogue, pubblicato il 9 giugno 2014.
La canzone è stata scritta dalla stessa Minogue con Dev Hynes (Lightspeed Champion) e Scott Hoffman (aka Babydaddy degli Scissor Sisters). Essa è stata registrata durante le sessioni di Kiss Me Once, ma non è stata inserita nell'album. Prima della sua uscita, la cantante dichiarò di voler rilasciare un singolo di beneficenza, venne quindi data la possibilità ai fan di fare un'offerta per una nota del brano su un sito di aste. Quando furono vendute tutte le note, la cantante rilasciò la canzone e soldi ricavati andarono alla campagna One Note Against Cancer. 

## Tracce
1. Crystallize – 3:10

## Classifiche
| Classifica (2014) | Posizione massima |
| ----------------- | ----------------- |
| Belgio (Fiandre)  | 88                |
| Belgio (Vallonia) | 84                |
| Cile              | 77                |
| Francia           | 139               |
| Regno Unito       | 60                |
| Spagna            | 44                |